# Idioma tsoa
El tsoa es una lengua hablada en el suroeste de África, perteneciente a la familia de lenguas joisanas; se considera parte del grupo lingüístico kxoe-kwadi, la rama norte de las lenguas joisanas. El idioma es conocido por varios otros nombres (hiechware, kua-tsua, chware, tshwa, sarwa, sesarwa; haitshuari; hietshware; hiotshuwau; hiochuwau; tshuwau; chuwau, gabake-ntshori, gǁabake, masarwa, tati, kwe-etshori, kwee, kwe, kwe-tshori, haitshuwau).
El tsoa lo hablan aproximadamente 6.500 personas, principalmente pastores o cazadores/recolectores que viven en la parte noreste de Botsuana y Zimbabwe. El tsoa también se considera parte de un único grupo junto con el idioma kua.
El tsoa es una lengua tonal y se caracteriza (como todas las lenguas joisanas) por la presencia de numerosos clics, producidos al chasquear la lengua contra el paladar o contra los dientes.